# Suinae

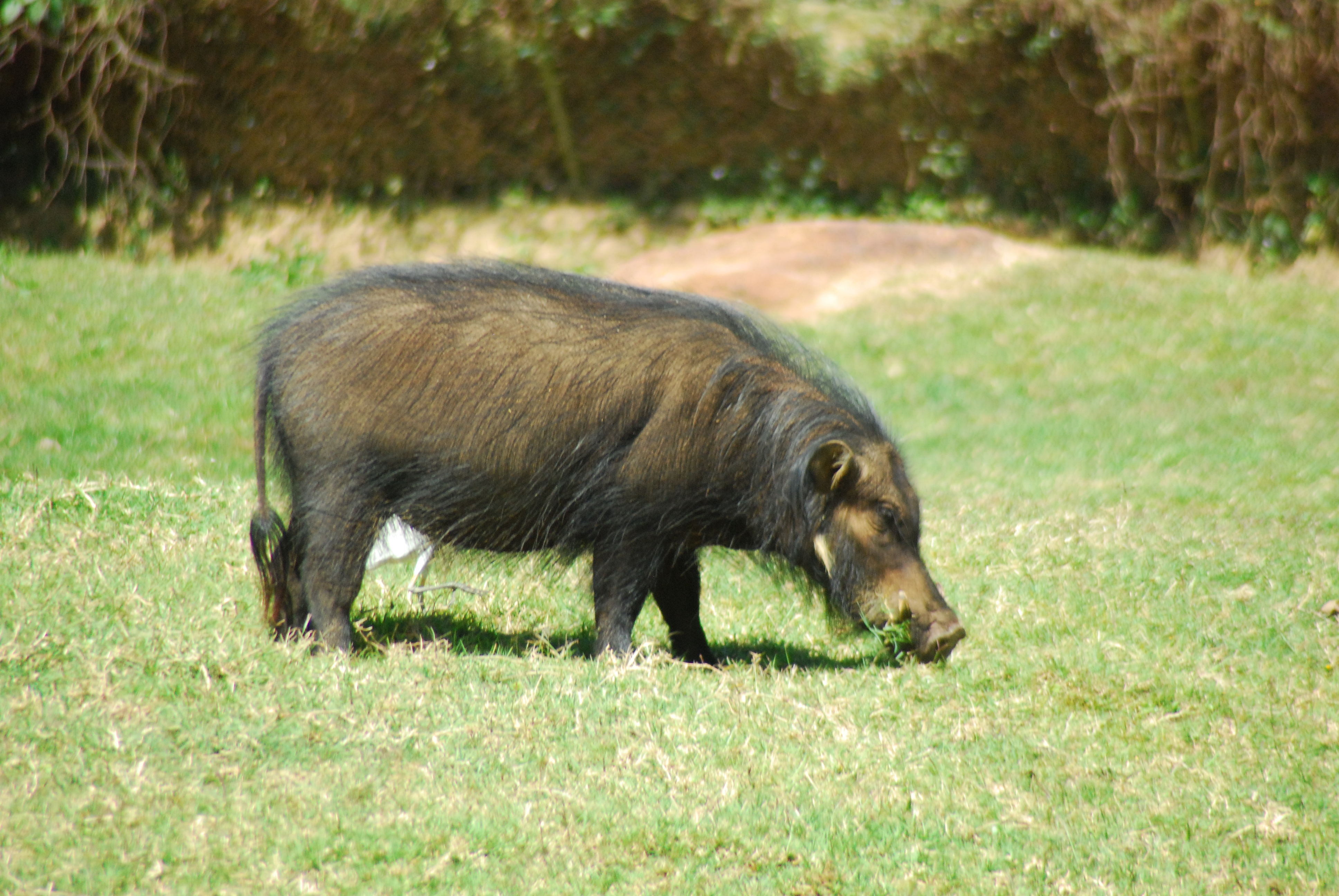
Az alcsalád legnagyobb élő képviselője, az erdei disznó (Hylochoerus meinertzhageni) ...

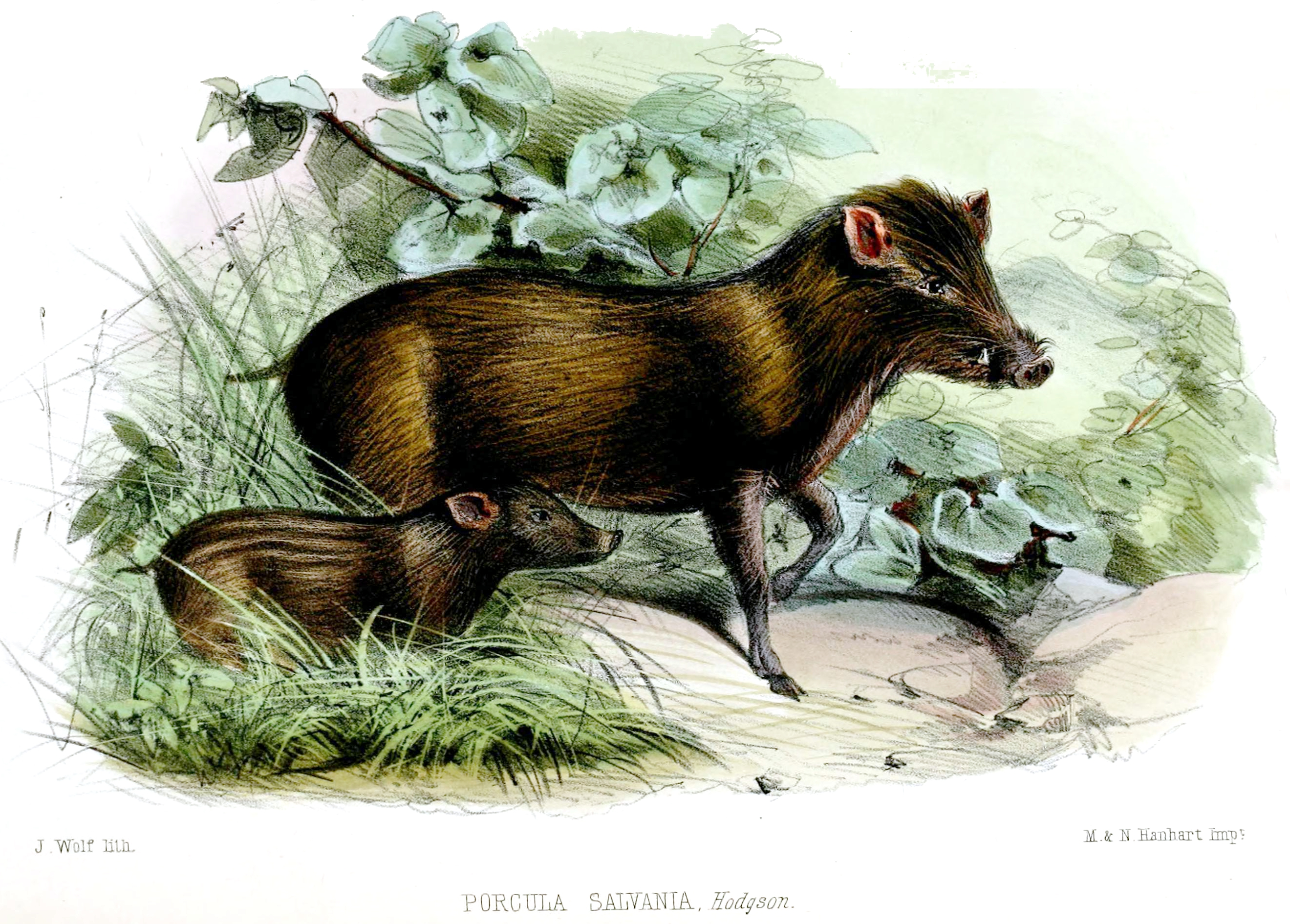
..., valamint a legkisebbik a törpedisznó (Porcula salvania)

A Suinae az emlősök (Mammalia) osztályának párosujjú patások (Artiodactyla) rendjébe, ezen belül a disznófélék (Suidae) családjába tartozó egyik alcsalád.
Az ide tartozó fajokat a disznó névvel jelölik. „Disznó” alatt ugyanakkor a köznapi szóhasználatban általában csak a házi sertést (Sus scrofa domestica) értik.

## Rendszertani besorolásuk
A legtöbb rendszerező szerint az összes élő disznófaj (beleértve a házi sertést és a babirusszát is), néhány fosszilis fajjal együtt ebbe az alcsaládba tartozik. Míg mások, például Jan van der Made őslénykutató 2010-ben kijelentette, hogy szerint egyes élő taxonokat, köztük a Phacochoerini- és a Babyrousini-fajokat, külön-külön alcsaládokba kéne áthelyezni. Az őslénykutatók még abban sem értenek egyet, hogy a fosszilis taxonok közül, például a Suoidea csoportbeli – csoport, mely magába foglalja a disznóféléket, pekariféléket (Tayassuidae), valamint néhány kihalt családot – állatok alsóbb taxonjai, tulajdonképpen melyik felsőbb taxonhoz tartoznak.

## Rendszerezés
Az alcsaládba az alábbi 5 nemzetség és 18 emlősnem tartozik (ezt a listát, mely a Classification of Mammals része 1997-ben Malcolm C. McKenna és Susan K. Bell állították össze):
- Suini (4 nem) Gray, 1821
  - †Eumaiochoerus (miocén)
  - †Hippopotamodon (miocén – pleisztocén) [szinonimái: Dicoryphochoerus, Limnostonyx]
  - †Korynochoerus (miocén – pliocén)
  - †Microstonyx (miocén)
  - Porcula Hodgson, 1847[4]
    - törpedisznó (Porcula salvania) Hodgson, 1847

  - Sus (miocén – jelen) Linnaeus, 1758

- Potamochoerini (5 nem) Gray, 1873
  - †Celebochoerus (pliocén – pleisztocén)
  - Hylochoerus (pleisztocén – jelen) Thomas, 1904
  - †Kolpochoerus (pliocén – pleisztocén) van Hoepen & van Hoepen, 1932; szinonimái: Ectopotamochoerus, Mesochoerus, Omochoerus, Promesochoerus
  - Potamochoerus (miocén – jelen) Gray, 1854
  - †Propotamochoerus (miocén – pliocén)

- Hippohyini (3 nem) Thenius, 1970
  - †Hippohyus (pliocén) Falconer & Cautley, 1847
  - †Sinohyus (pliocén)
  - †Sivahyus (pliocén)

- Phacochoerini (4 nem) Gray, 1868; egyes rendszerezők külön, a Phacochoerinae alcsaládba helyezik
  - †Metridiochoerus (pliocén – pleisztocén) Hopwood, 1926
  - varacskosdisznó (Phacochoerus) (pliocén – jelen) F. Cuvier, 1826
  - †Potamochoeroides (pliocén, talán a pleisztocén kort is elérte)
  - †Stylochoerus (pleisztocén)

- Babyrousini (1 nem) Thenius, 1970; egyes rendszerezők külön, a Babyrousinae alcsaládba helyezik
  - Babyrousa Perry, 1811

2005-ben Peter Grubb a „Mammal Species of the World” harmadik kiadásában a fenti listát használja az élő taxonok rendszerezéséhez.

### Fordítás
- Ez a szócikk részben vagy egészben  a   Suinae című angol Wikipédia-szócikk ezen változatának fordításán alapul.  Az eredeti cikk szerkesztőit annak laptörténete sorolja fel. Ez a jelzés csupán a megfogalmazás eredetét és a szerzői jogokat jelzi, nem szolgál a cikkben szereplő információk forrásmegjelöléseként.